# Giuseppe Casalinuovo
Giuseppe Casalinuovo, né le 16 août 1885 à San Vito sullo Ionio et mort le 25 octobre 1942 à Catanzaro, est un intellectuel, poète et philosophe italien.
Parmi les fondateurs du Parti socialiste italien en Calabre, il est aussi le père du futur ministre des Transports Mario Casalinuovo.

## Biographie

### Jeunesse et étude

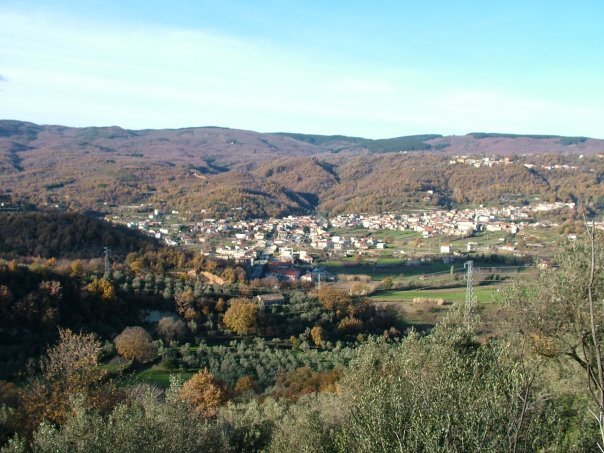
San Vito sullo Ionio.

Giuseppe Casalinuovo naît le 16 août 1885 dans la petite commune calabraise de San Vito sullo Ionio, en province de Catanzaro. Il est le fils de Vito Casalinuovo, un exploitant agricole possédant un podere, et d'Eleonora Nisticò.
Giuseppe Casalinuovo part étudier au lycée classique Pasquale Galluppi de Catanzaro et obtient sa maturité (équivalent italien du baccalauréat) en 1905, à l'âge de 20 ans. Il s'y politise au contact de son professeur Vincenzo Vivaldi, fondateur d'un association de progressistes fortement opposée à la droite historique italienne qui était alors au pouvoir dans la région. C'est également pendant cette période qu'il commence à écrire de la poésie : ses poèmes Prima luce et Tra due fosse datent des années 1900. On ressent dans ses œuvres la forte influence du poète de langue latine et italienne Giovanni Pascoli.
Il part ensuite étudier à l'Université de Rome « La Sapienza » à la faculté de droit (partir étudier à l'université était alors assez rare), où quelques années plus tôt, un autre étudiant originaire de Catanzaro, Filippo De Nobili, s'était fait connaître en réalisant de grande manifestation estudiantine qui avait mené à son expulsion. Casalinuovo s'y diplôme, en obtenant une laurea en droit pénal, en 1909. En 1907, il publie à Turin, grande ville industrielle du nord de l'Italie, un recueil de poésies.

### Vie intellectuelle à Catanzaro

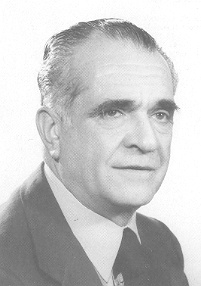
Son fils le ministre Mario Casalinuovo.

En 1910, il revient à Catanzaro où il commence à exercer la profession d'avocat. Rapidement, sa culture fait de lui un centre névralgique du petit groupe d'intellectuels de la petite et moyenne bourgeoisie provinciale de gauche qui commence à se former autour de lui. Ce petit groupe adhère aux idées socialistes, s'intéresse aux problèmes économiques et sociaux de la Calabre et s'oppose à la classe dirigeante issue des grands propriétaires terriens ou de la bourgeoisie cléricale. Pendant cette période, il est en des principaux fondateurs du Parti socialiste italien en Calabre.
En 1913, il s'investit dans une convergence des luttes de toute la gauche du sud de l'Italie derrière le socialiste Enrico Mastracchi (it). Cette même année, il est le secrétaire du Ve Congrès ouvrier calabrais qui se tient à Catanzaro.
Pendant la Première Guerre mondiale, il est tiraillé entre son pacifisme issu de son engagement socialiste et son patriotisme, alors inhérent à la petite bourgeoisie méridionale qui avait été le fer de lance de l'Unité italienne. Après la guerre, il se retire peu à peu de la vie politique, même s'il est nommé, en 1919, président du Cercle culturel de Catanzaro (le Circolo di cultura catanzarese). Pendant la période fasciste, Giuseppe Casalinuovo profite de ce poste d'importance pour répandre les idées antifascistes au sein de la jeunesse catanzaraise mais les autorités s'en rendent rapidement compte et le Cercle culturel est dissous.
En 1919, il fonde également une revue traitant de différents thèmes autour de la justice intitulée La Calabria giudiziaria - Rivista di dottrina e di giurisprudenza. Il en restera le directeur jusqu'à sa mort 23 ans plus tard. Il continue toutefois d'écrire de la poésie et un de ses recueils est publié à Bologne auprès de l'éditeur Zanichelli en 1929.
Giuseppe Casalinuovo meurt à l'âge de 57 ans le 25 octobre 1942 à Catanzaro, en pleine Seconde Guerre mondiale, alors que l'Italie  est dirigée par le gouvernement de Mussolini. Les autorités locales cherchèrent à empêcher qu'un cortège funèbre se forme lors de son enterrement, mais elles n'y parvinrent pas et de nombreux antifascistes se réunirent pour lui rendre hommage. 
Il laisse deux fils :
- Mario Casalinuovo (né en 1922), député socialiste, président du Conseil régional de la Calabre et ministre des Transports italien.
- Aldo Casalinuovo (1914-2000), député libéral et monarchiste.

## Œuvres

### Poèmes
- La poesia di M. Pane, Catanzaro, 1900.
- Prima luce, Catanzaro, 1900.
- Tra due fosse, Catanzaro, 1903.
- Anno di sangue, Catanzaro, 1903.
- Dall’ombra, Turin, 1907.
- Lampada del poeta, Zanichelli, Bologne, 1929.
- Ore di vespero, recueil de poésies parues séparément dans la presse.
- Nostalgie di Natale, De Marino, Naples, 1938.

### Publications non poétiques
- Celebrazioni, Naples, 1936.
- Virgilio e la Calabria, Nosside, 1930.
- La vita e la morte del poeta adolescente, Rome, 1933.
- Il ratto della bella americana, L'Eloquenza, 1940.
- In difesa di G. Paparone, L'Eloquenza, 1954.